# فاتن شاهين
فاتن شاهين (11 يوليو 1951 -)، ممثلة سورية.

## عن حياتها
من مواليد مدينة حلب، لديها أعمال عديدة في التلفزيون والأذاعة والمسرح، بدأت مسيرتها في العام 1972، انضمت إلى نقابة الفنانين السوريين في العام 1974.

## أعمالها

### من المسلسلات
- تاج
- كسر عضم
- جنان نسوان
- ألو جميل ألو هناء.
- كان يا ما كان.
- الفصول الأربعة
- كسر الخواطر
- خان الحرير
- رجال تحت الطربوش.
- عيلة أكابر.
- القصاص.
- سفر
- شام شريف.
- أم عمارة.
- كاني وماني.
- ياقوت الحموي.
- أزهار الشتاء.
- سحر الشرق.
- الغرام.
- كثير من الحب كثير من العنف
- عمر ابن الخطاب

- يوميات مدير عام 2.
- رفة عين.
- جلسات نسائية
- ما ملكت أيمانكم (مسلسل)
- أيام الدراسة 1
- بنات العيلة
- أحلام كبيرة
- ليس سرابا
- هارون
- ذكريات الزمن القادم
- على قيد الحياة
- العربجي 1
- العربجي 2

### من المسرحيات
- المجنون.
- هلال بابل.
- الأم.
- جيفارا.

### في الإذاعة
- حكم العدالة.
- ظواهر مدهشة.
- خزائن العرب.

### أعمالها مرتّبة وفقا لسنوات الإنتاج

#### في السينما
- الفهد (1972)
- الشمس في يوم غائم (1985)
- الكرسي (2002)
- لكل ليلاه – فيلم قصير (2009)

#### في الإذاعة
شاركت خلال مسيرتها الفنية الطويلة في العديد من الأعمال الإذاعية.

#### في التلفزيون
- 1992
  - كان ياما كان ج1
  - الشريد
- 1994
  - الحيتان
- 1995
  - الخطوات الصعبة
- 1996
  - القصاص
- 1997
  - الثريا
- 1999
  - الفصول الأربعة ج1
  - تلك الأيام
  - الفوارس
- 2000
  - قلوب في الميزان
  - عشاق الخيال
- 2001
  - ألو جميل أهلين هنو
  - سحر الشرق
  - البطرني
- 2003
  - ذكريات الزمن القادم
  - الهروب الي القمة
  - بيت العز
  - أيامنا الحلوة
  - كوابيس منتصف الليل
- 2004
  - عشتار
  - عصر الجنون
  - رجال تحت الطربوش
- 2005
  - أشواك ناعمة
  - الهارب
  - المحطة 30
  - رجاها
- 2006
  - أهل الغرام ج1
  - كسر الخواطر
  - صدى الروح
  - مشاريع صغيرة
  - الوزير وسعادة حرمه
  - طعم السفرجل
- 2007
  - رسائل الحب والحرب
  - على حافة الهاوية
  - كثير من الحب كثير من العنف
  - الاجتياح
- 2008
  - زهرة النرجس
  - أولاد القيمرية
  - ليس سرابا
  - أهل الغرام ج2
  - باب المقام
  - بقعة ضوء ج6
  - طوق الياسمين
  - مواسم الخطر
  - حارة عالهوا
- 2009
  - زمن العار
  - على قيد الحياة
  - الدوامة
- 2010
  - أسعد الوراق
  - ماملكت أيمانكم
  - قيود الروح
  - الخبز الحرام
  - بعد السقوط
  - ذاكرة الجسد
- 2011
  - يوميات مدير عام ج2
  - الزعيم
  - Crazy TV
  - جلسات نسائية
  - طالع الفضة
  - أيام الدراسة
  - رجال العز
  - صايعين ضايعين
  - ميمو والعم فرحان
- 2012
  - بنات العيلة
  - أيام الدراسة ج2
  - عمر
  - ما بتخلص حكايتنا

## روابط خارجية
- فاتن شاهين على موقع قاعدة بيانات الأفلام العربية